# Safo
Safo is een gemeente (commune) in de regio Koulikoro in Mali. De gemeente telt 14.700 inwoners (2009).
De gemeente bestaat uit de volgende plaatsen:
- Chodo
- Dabani
- Dognoumana
- Doneguebougou
- Falayan
- Kodialani
- Kola
- Safo
- Seriwala
- Sirababougou
- Somabougou
- Tassan
- Torodo
- Zorokoro